# دهه ۱۰۵۰ (پیش از میلاد)
دهه ۱۰۵۰ (پیش از میلاد) صد و پنجمین دهه قبل از مبدا شروع تقویم میلادی است.